# Dannike landskommun
Dannike landskommun var en tidigare kommun i dåvarande Älvsborgs län.

## Administrativ historik
Kommunen inrättades i Dannike socken i Kinds härad i Västergötland när 1862 års kommunalförordningar trädde i kraft.
Vid Kommunreformen 1952 uppgick kommunen i Länghems landskommun som 1967 upplöstes då denna del uppgick i Dalsjöfors landskommun som 1974 uppgick i Borås kommun.

## Politik

### Mandatfördelning i Dannike landskommun 1938-1946
| 6 | 5 | 4 |

| 15 |

| 6 | 1 | 5 | 3 |

| 15 |

| 5 | 3 | 4 | 3 |

| 15 |